# 白河乡 (九寨沟县)
白河乡，是中华人民共和国四川省阿坝藏族羌族自治州九寨沟县下辖的一个乡镇级行政单位。

## 行政区划
白河乡下辖以下地区：
燕子垭村、岩米家村、斜务家村、芝麻家村、南岸家村、新华村和太平村。